# Fum, Fum, Fum
Fum, Fum, Fum, popolarmente conosciuto in catalano come El vint-i-cinc de desembre, è un tradizionale canto natalizio catalano di autore anonimo e le cui origini risalgono forse al XVI-XVII secolo.

## Testo
La parola che caratterizza il titolo significa in catalano "fumo", forse fa riferimento al fumo che si alza da un camino. Secondo l'Oxford Book of Carols, si tratterebbe di un suono onomatopeico che imiterebbe il suono di un tamburo o di una chitarra.
Il testo parla di eventi relativi alla nascita di Gesù
A vint-i-cinc de desembre 

fum, fum, fum (bis)

Ha nascut un minyonet

ros i blanquet, ros i blanquet;

Fill de la Verge Maria,

n'és nat en una establia.

Fum, fum, fum.

[...]

## Versioni
Tra gli artisti che hanno inciso o eseguito pubblicamente il brano, figurano (in ordine alfabetico):
- Bronn & Katherine Journey (2002)[2]
- La Cella Bella (2011)[2]
- Lorinda Jones (2007)[2]
- Bronn Journey (2006)[2]
- Linn Kezer & Jessica Summerville (2004)[2]
- The Lyric Brass Quintet (2002)[2]
- Lee Welch (2010)[2]